# Brahim Bouderbala
Pour les articles homonymes, voir Bouderbala (homonymie).
Brahim Bouderbala ou Ibrahim Bouderbala (arabe : إبراهيم بودربالة), né le 7 août 1952 à Tunis, est un homme d'État tunisien.

## Biographie

### Jeunesse et formation
Né le 7 août 1952 dans le quartier de Bab El Fellah à Tunis, sa famille vient de Gabès.
Il obtient son baccalauréat au lycée Ibn-Charaf avant de rejoindre la faculté de droit et des sciences politiques de Tunis d'où il sort diplômé en 1976 et obtient la même année un certificat d'aptitude à la profession d'avocat. Il prête serment le 12 mai 1977.

### Carrière professionnelle
En 1992, il est élu président de la section tunisoise de l'Ordre national des avocats de Tunisie, puis réélu 1995. Il quitte ses fonctions en 1998.
Nationaliste arabe, il défend des leaders de l'Union générale tunisienne du travail (UGTT) dans le cadre du Jeudi noir.
En 2019, à l'issue de sa huitième tentative, il est élu président de l'Ordre national des avocats.

### Parcours politique
En 2022, devenu partisan du président Kaïs Saïed, il est désigné par celui-ci comme président du Comité consultatif des affaires économiques et sociales de la Commission nationale consultative pour une nouvelle République dans le cadre de la rédaction de la Constitution.
En octobre de la même année, il déclare sa candidature aux élections législatives. À la suite de son élection dès le premier tour, il brigue la présidence de l'Assemblée des représentants du peuple, poste auquel il est élu le 13 mars 2023.